# Toquerville, Utah
Toquerville, Utah (енгл. Toquerville) град је у америчкој савезној држави Јута.

## Демографија
По попису из 2010. године број становника је 1.370, што је 460 (50,5%) становника више него 2000. године.
| Група             | 2000.       | 2010.         |
| Белци             | 874 (96,0%) | 1.284 (93,7%) |
| Афроамериканци    | 1 (0,1%)    | 0 (0,0%)      |
| Азијати           | 1 (0,1%)    | 6 (0,4%)      |
| Хиспаноамериканци | 26 (2,9%)   | 37 (2,7%)     |
| Укупно            | 910         | 1.370         |